# Geschichte Irlands (bis 800 n. Chr.)
Die wenigen Belege über das vorchristliche Irland stammen aus Aufzeichnungen des römischen Reiches, aus den Ausgrabungen der Archäologen sowie aus überlieferten Gedichten und der irischen Mythologie.

Eiszeit in Irland

## Paläolithikum
Während der Hochphase der letzten Eiszeit war die irische Insel nahezu völlig von Gletschern bedeckt. 300 m dicke Eisschichten formten die Landschaft, zerstörten Felsen und Zeugnisse möglicher früherer Besiedlung. Ähnliches passierte auf den Britischen Inseln, wo man aber im (eisfreien) Süden noch Zeugnisse eiszeitlicher Besiedlung fand. Trotz der widrigen Bedingungen lebten offenbar vor 33.000 Jahren Rentierjäger auf der Insel, wie ein von Menschenhand bearbeiteter Knochen aus einer Höhle bei Doneraile im Norden von Cork erwies.

## Mesolithikum (8000 v. Chr.–4000 v. Chr.)
Während auf dem Kontinent die Abfolge menschlicher Aktivitäten in archäologischen Kulturen gefasst wird, unterblieb dies auf den Britischen Inseln, wo lediglich die Tonwarenfolge (z. B. Peterborough Ware) kategorisiert wurde. Am Ende der letzten Eiszeit war das heutige Nordirland bei einem um etwa 100 m niedrigeren Meeresspiegel über die Landbrücke der Halbinsel Kintyre  mit Schottland und über England mit dem Kontinent verbunden. Mit der Erwärmung begannen Eiche, Ulme und Esche die arktische Flora zu ersetzen. Der Riesenhirsch (Megaloceros giganteus) mit einer Geweihauslage von bis zu 3,6 m starb in Irland erst zu dieser Zeit aus. Trotz der Landbrücke nimmt man an, dass die Erstbesiedlung der Insel mit Booten erfolgte, da sich die meisten mesolithischen Siedlungsfunde in Küstengegenden befinden, die allerdings auch das breiteste Angebot nutzbarer Ressourcen darboten.
Das früheste Zeugnis menschlicher Besiedlung nach dem Rückzug des Eises stammt aus der Zeit zwischen 8000 und 7000 v. Chr. Wohnplätze mesolithischer Jäger und Sammler finden sich an diversen Stellen (von Nord nach Süd) z. B.:
- am Mount Sandel im County Londonderry
- Curran im County Antrim
- Woodpark im County Sligo
- Lough Boora im County Offaly
- an der Mündung des Shannon im County Clare
- an der Ferriter’s Cove im County Kerry
- und an diversen Stellen in der Provinz Munster

Das frühe Mesolithikum weist geometrische Mikrolithen auf, die am Mount Sandel aus der Zeit 7000 v. Chr. gefunden wurden. Dieser älteste Wohnplatz Irlands wurde 1972 am Fluss Bann entdeckt. Verkohlte Haselnussschalen ermöglichten seine Datierung. Die ovalen Hütten waren vermutlich mit Rinde gedeckt. Die Bewohner fingen Lachse und Aale, sammelten Nüsse, Früchte und Beeren und jagten Wild. Das späte vor allem im Nordosten verbreitete Mesolithikum (Larnian) zeigt eine mikrolithenlose Industrie aus großen Abschlägen. Kern- und Scheibenbeile dienten wohl der Holzbearbeitung. Erste geschliffene Beile aus Felsgestein tauchen auf (Ferriter’s Grove). Während des Mesolithikums betrug die Bevölkerung der Insel vermutlich weniger als 10.000 Menschen.

## Neolithikum (4500 v. Chr.–2500 v. Chr.)

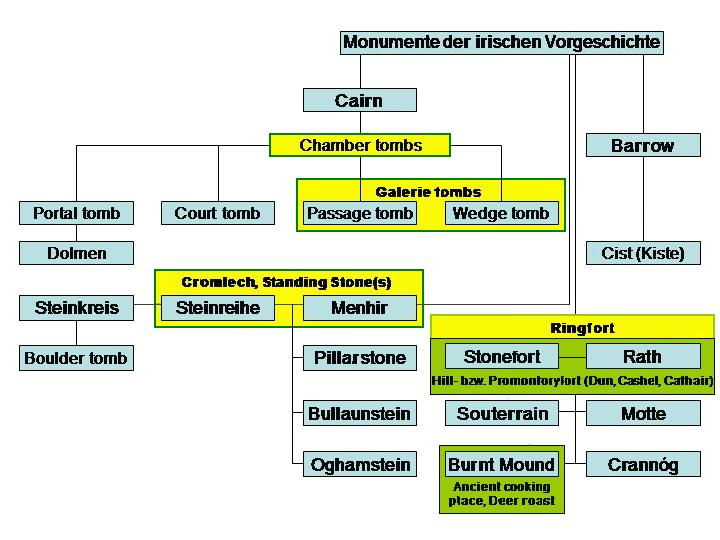
Irische Anlagentypen

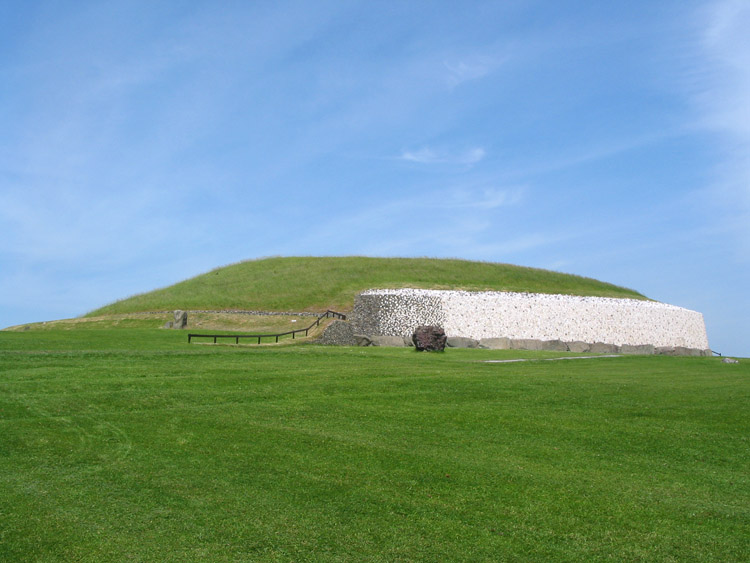
Newgrange

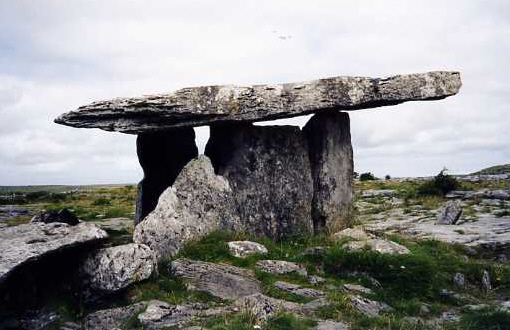
Der Poulnabrone im Burren wurde zum Inbegriff des Dolmens

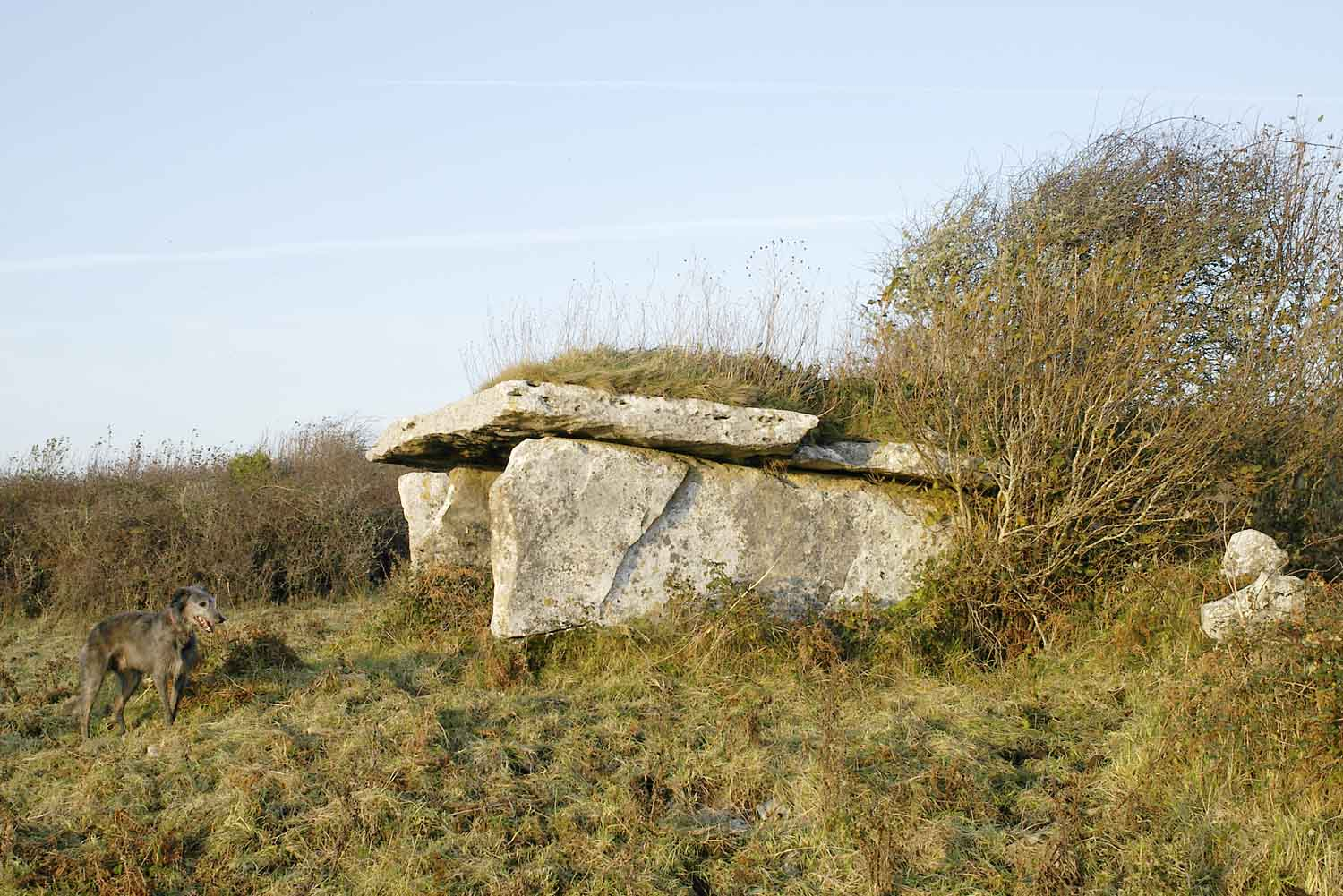
Wedge Tomb, Grafschaft Clare

Mit Eintreffen der Ackerbauern in Irland (etwa 4000 v. Chr.) kam Nutzvieh, Getreide und die zugehörige Innovation nach Irland, was zu einem signifikanten Bevölkerungswachstum führte. Die Töpferei kam auf und man verwendete vermehrt geschliffene Steinwerkzeuge. Die Töpferwaren ähneln denen auf der Britischen Insel. Typisch für diese Kultur waren Gefäße mit rundem Boden und ausgeprägtem Bauchknick (carinated bowls) (Lyle’s Hill Pottery) etc. In Feuchtgebieten, die von den Gletschern zurückgelassen worden waren, bildeten sich erste Hochmoore. In den Céide Fields (County Mayo) wurde unter einer Schicht Torf ein gut konserviertes weitläufiges Feldersystem aus dem Neolithikum und der Bronzezeit gefunden – bisher das älteste der Welt. Das Gelände besteht aus kleinen Feldern, die durch Steinwälle getrennt waren und vermutlich zwischen 3500 und 3000 v. Chr. bewirtschaftet wurden. Angebaut wurden überwiegend Weizen und Gerste.
Megalithische Monumente waren religiöse und zeremonielle Stätten. In den meisten wurden zumeist eingeäscherte menschliche Überreste und Grabbeigaben – Töpferwaren, Pfeilspitzen, Schmuck, Beile usw. gefunden. Diese Anlagen, von denen mehr als 1200 entdeckt wurden, können in vier große und mehrere kleine Gruppen unterteilt werden:
1. Court tombs: Charakterisiert durch einen Hof (Creevykeel). Man findet diese Anlagen nahezu ausschließlich in der Nordhälfte der Insel.
2. Passage tombs: Die zahlenmäßig kleinste, aber in Bezug auf Größe besonders beeindruckende Gruppe findet man hauptsächlich im Norden und Osten der Insel. Zu dieser Gruppe gehören die Anlagen von Fourknocks, Knowth, Newgrange und Loughcrew (alle im County Meath), Carrowkeel, Carrowmore (beide County Sligo).
3. Portal tombs: Zu dieser Art gehören Dolmen (wie Legananny und Proleek), die hauptsächlich im Südosten und Norden des Landes gefunden wurden.
4. Wedge tombs: Die zahlenmäßig größte der vier Gruppen ist hauptsächlich im Westen (County Clare) und Südwesten zu finden. Ihren Namen (wedge) verdanken sie ihrer Keilform. Sie datieren teilweise in die frühe Bronzezeit.
5. Steinkisten (Cists) sind die jüngste und bereits metallzeitliche Form der megalithischen Steinbauten.

Die Theorie, dass die vier großen Monumentgruppen in Zusammenhang mit vier Wellen von Neubesiedlung stehen, hat immer noch Anhänger, ist aber zu verwerfen. Gegen 2500 v. Chr. tauchen die Glockenbecherleute auf, die die Metallbearbeitung und eine indoeuropäische Sprache mitbrachten.

## Bronzezeit (2500 v. Chr.–700 v. Chr.)
Jetzt stellte man Waffen und Werkzeuge aus Bronze her. Schwerter, Äxte, Dolche, Beile, Trinkutensilien und hornförmige Trompeten sind nur einige der Gegenstände, die bei Ausgrabungen aus dieser Zeit gefunden wurden.
Das Kupfer zur Herstellung von Bronze wurde in Irland selbst abgebaut. Die früheste bisher gefundene Kupfermine befindet sich auf Ross Island im County Kerry – abgebaut und verarbeitet wurde hier von 2400 v. Chr. bis 1800 v. Chr. Neben dieser Mine ist auch die am Mount Gabriel in County Cork erwähnenswert. Man geht heute davon aus, dass die Minen in Cork und Kerry in der Bronzezeit bis zu 370 Tonnen Kupfer produzierten und Irland einer der Hauptexporteure dieser Zeit war. Das ebenso erforderliche Zinn wurde vermutlich aus Cornwall importiert.
Neben Kupfer findet sich in Irland auch Gold, das während der Bronzezeit erstmals verarbeitet werden konnte. In Irland wurden mehr Goldgeräte aus der Bronzezeit entdeckt als anderswo in Europa. Goldschmuck aus Irland (Lunulae) fand sich sogar in Deutschland und Skandinavien. Zu Anfang der Bronzezeit bestanden die Ornamente aus einfachen halbmondförmigen oder runden dünnen Scheiben aus Gold. Erst später wurden goldene Ohrringe und Anhänger in verschiedensten Formen gefertigt. Bronzeäxte und Kupferbeile in Irland sind eine eigene Fundgattung.

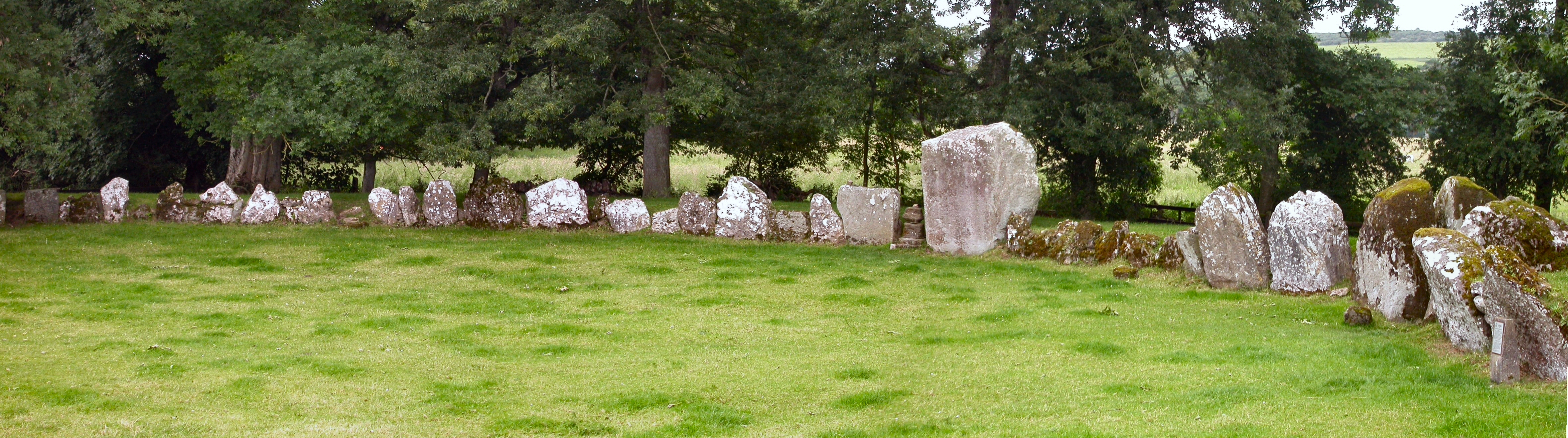
Steinkreis von Grange, 2100 v. Chr., 15 km südlich von Limerick

Während der Bronzezeit wurden auch weiterhin – wenn auch kleinere – Wedge Tombs gebaut, die Passage tombs aber weitgehend sich selbst überlassen. Gegen Ende des Zeitalters wurden neben den so genannten Steinkisten auch diverse Steinkreise errichtet, die man hauptsächlich in Ulster und Munster findet.

Gegen Ende der Bronzezeit dürften nicht viel mehr Menschen auf der irischen Insel gelebt haben als gegen Ende des Neolithikums.

## Eisenzeit

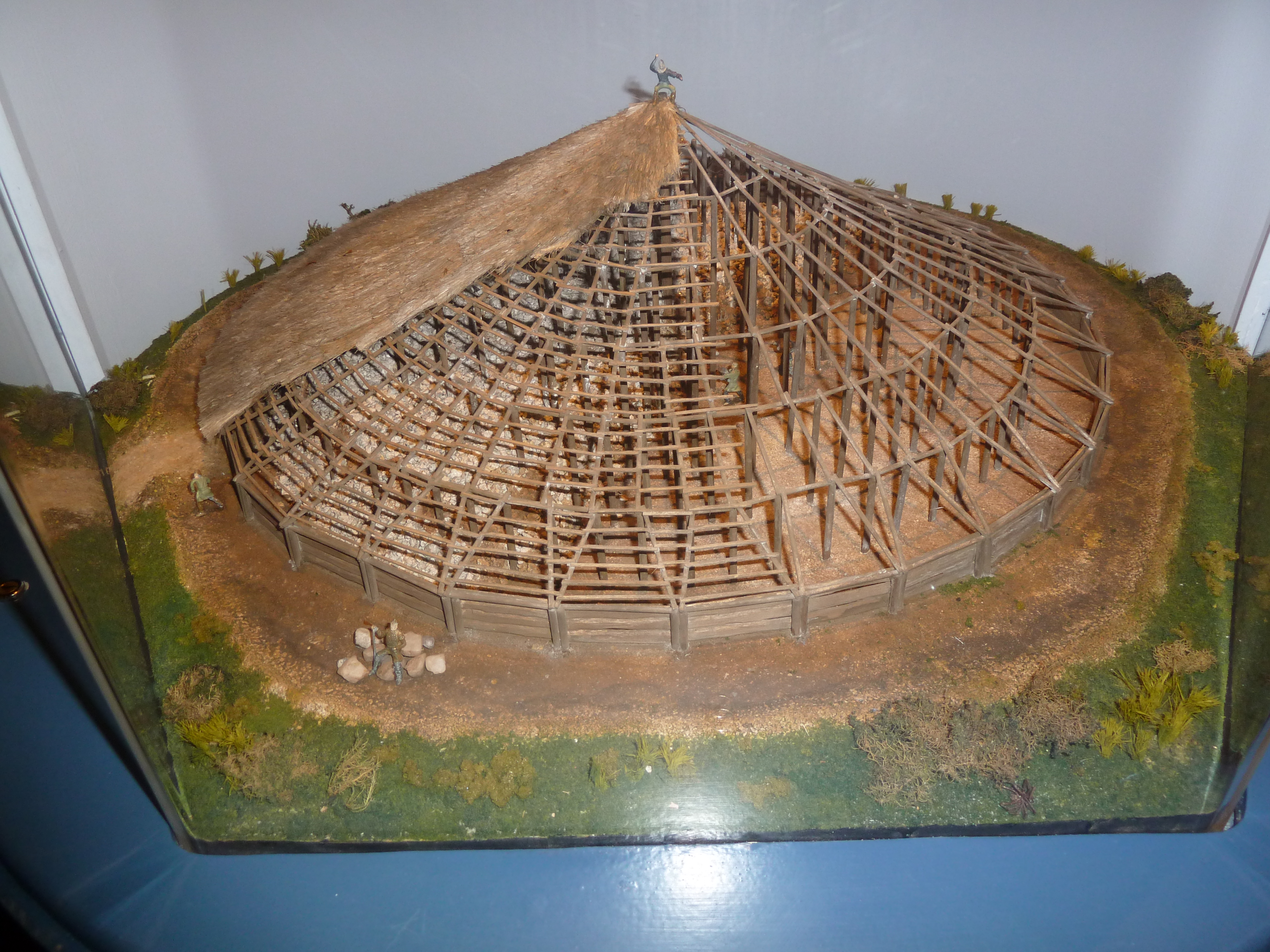
Modell eines Gebäudes aus der Zeit um 95 v. Chr. Das Gebäude, das außergewöhnlicherweise seinen Eingang im Westen statt im Osten hat, wurde unmittelbar nach der Errichtung niedergebrannt.

Etwa 300 v. Chr. erfolgte der Übergang von der Bronzezeit zur Eisenzeit. Denkmaltypen der Eisenzeit, die für Großbritannien und den Kontinent charakteristisch sind – kleine Einhegungen, Erdhügel, Flachgräberfelder, Hillforts und Tempel – sind in Irland selten. Es scheint, dass Irland ab der späten Bronzezeit durch kulturelle Einflüsse vom Kontinent weitaus weniger beeinflusst wurde als Großbritannien. Ein kontinentales Element ist die Kunst der Latènezeit. Sie wird in Irland zumeist als Dekoration auf einer relativ kleinen Anzahl von Gegenständen verwendet, die aus Lesefunden bestehen. La Tene Dekoration wird gelegentlich auf Knochen und Steinen gefunden. Ein fein verzierter Stein stammt aus der Kirchenruine von Derrykeighan (Antrim). Die doppelseitige Abbildung auf Boa Island (County Fermanagh) ist, in Irland unvergleichlich aber durch kontinentale Analogien vermutlich in die Eisenzeit zu datieren. Die Übernahme einer keltischen Sprache (des späteren Irischen) wird gewöhnlich in die Eisenzeit gelegt, dies ist jedoch unwahrscheinlich und nicht mit einem kulturellen Bruch verbunden.
Die keltische Sprache auf der britischen und der irischen Insel kann in zwei Gruppen unterteilt werden: P-keltische Sprachen (kam auf der britischen Insel vor) und Q-keltische Sprachen (kam auf der irischen Insel vor). Ehemals ging man daher davon aus, dass sich in Irland Q-Kelten und auf der britischen Insel P-Kelten niederließen, und auch heute liest man noch oft die Aussage, dass es eine keltische Invasion in der irischen Geschichte gab. Nach dieser Ansicht führte 350 v. Chr. eine Bevölkerungsgruppe mit dem Namen Milesians die irische Sprache in Irland ein und unterjochte die vorkeltischen Bewohner mittels ihrer überlegenen Waffen. Diese These ist aber sehr vereinfacht, denn die meisten Wanderungsbewegungen in jener Zeit waren, neueren Untersuchungen zufolge, wesentlich komplexer.
Die Y-Chromosomen der heutigen irischen Bevölkerung charakterisieren sich durch die Mutation des Markierungsgens M343, welches die Haploidengruppe R1b definiert – diese ist (in verschiedenen Graden) dominant von der Iberischen Halbinsel bis nach Skandinavien vertreten.

### O’Rahillys historisches Modell
Der Gelehrte Thomas Francis O’Rahilly schlug auf Basis seiner Studien über den Einfluss der irischen Sprache und der Analyse der irischen Mythologie und Pseudohistorie das nach ihm benannte historische Modell vor. Seine Ideen, obwohl extrem einflussreich, sind nicht generell akzeptiert. Nach O’Rahilly Modell gab es folgende vier Wellen von keltischen Invasoren:
- Die Cruithne oder auch Priteni (ca. 700 v. Chr. bis 500 v. Chr.)
- Die Builg und Érainn (ca. 500 v. Chr.)
- Die Lagin, die Domnainn und die Gálioin (ca. 300 v. Chr.)
- Die Goidels oder Gael (ca. 100 v. Chr.)

## Die Eroberung von Ulster
Die heute bekannten Schriften gehen bis ins Jahr 431 n. Chr. zurück. Der König von Tara, bekannt als Niall Noígiallach (engl. Niall of the Nine Hostages), ist die früheste historische Person, deren Existenz im 7. Jahrhundert nicht angezweifelt wird und von der man mehr als vage Details kennt. Sein Vater, Eochu Mugmedón, war ebenfalls König von Tara und Herrscher über das Königreich, dessen Gebiet dem County Meath entspricht.
Niall folgte seinem Vater und es heißt, dass er 27 Jahre lang König gewesen sei. Seine Regentschaft begründete den Aufstieg von Tara als zumindest literarisch dominante Kraft in Irland. Der Ursprung der Macht lag jedoch in der Eroberung von Ulster – dem Endpunkt eines jahrhundertelangen Konflikts zwischen den Gael of Tara und den Ulaid of Emain Macha. Dieser Konflikt wird im mythologischen Ulster-Zyklus beschrieben, in dem das Nationalepos Táin Bó Cúailnge enthalten ist.
Die Eroberung von Ulster wurde von dreien der Söhne Nialls geleitet: Conall Gulban, Eógan und Énda. Jeder der drei Söhne erhielt als Belohnung drei Unterkönigreiche (subkingdoms) im Westen des neu eroberten Gebietes. Als Ergebnis der Eroberung wurde Ulster in drei Hauptkönigreiche (overkingdoms) eingeteilt:
- Ulidia im Osten entspricht in etwa den heutigen Grafschaften Antrim und Down. Ulidia wurde von den Dál nAraide, einer Dynastie, beherrscht, die sich mit Nialls Söhnen im Krieg verbündeten. Die Ulaid (oder Dál Fiatach), die über Jahrhunderte in dieser Gegend dominierend waren, wurden besiegt und der Hauptsitz Emain Macha zerstört. Die restliche Bevölkerung der Ulaid wurde vertrieben. Die Eroberung dieses Gebiets durch die Gaelen hatte Einfluss auf die schottische Geschichte: Einer der Ernean-Stämme im Nordosten von Ulster, die Dál Riata, ging auf die Britische Insel, wo sie Argyll besiedelten und im Laufe der Zeit zur regionalen Macht wurden. Das Königreich Schottland wurde im 9. Jahrhundert durch die Union der Dál Riada und des ansässigen Königreichs der Pictavia gegründet.
- Airgialla (auch Königreich von Oriel genannt) lag im Zentrum von Ulster und entspricht großteils den heutigen Grafschaften Derry, Tyrone, Fermanagh, Armagh, Monaghan und Louth. Dieses Königreich war eigentlich ein Zusammenschluss von neun Unterkönigreichen. Um deren Loyalität zu sichern, wurde die Herrscher gezwungen, ein hochrangiges Familienmitglied als „Geisel“ nach Tara zu entsenden. Daher entstammt der Name Airgialla, was so viel wie Entsender von Geiseln bedeutet und ist der Ursprung von Nialls Beiname Noigiallach oder Niall of the Nine Hostages.
- Ailech (oder Aileach) im Westen entsprach der heutigen Grafschaft Donegal. Anfangs bestand es aus den drei Unterkönigreichen Tír Eógain, Tír Chonaill und Tír Énda, doch Tír Énda wurde später von Nachfahren von Conall erobert und in Tír Chonaill eingegliedert – auch wenn Nachfahren von Énda in dieser Gegend (sowie in den Midlands) noch einige kleine Gebiete kontrollierten. Die Macht der zwei verbleibenden Königreiche wuchs mit der Zeit an und deren Namen sind der Ursprung der heutigen Grafschaften Donegal und Tyrone. Ailech wurde ungefähr acht Jahrhunderte von den Nachfahren von Conall und Eógan beherrscht – beide zusammen sind als die nördlichen Uí Néill bekannt und brachten diverse irische Hochkönige hervor. Die Gefangenschaft (etwa im Jahr 425) von Ailech markiert das Ende der gälischen Eroberung von Ulster.

Nach dem Tod von Niall übernahm sein Sohn Lóegaire mac Néill die Herrschaft über Tara. Während dessen Herrschaft wurde das römische Christentum in Irland eingeführt. Niall of the Nine Hostages gilt als Urahn aller (bis auf zwei) Linien der irischen Hochkönige, die vom 5. Jahrhundert bis zur Zeit von Brian Bórú im 11. Jahrhundert regierten.

## Frühchristliches Irland (400–800)

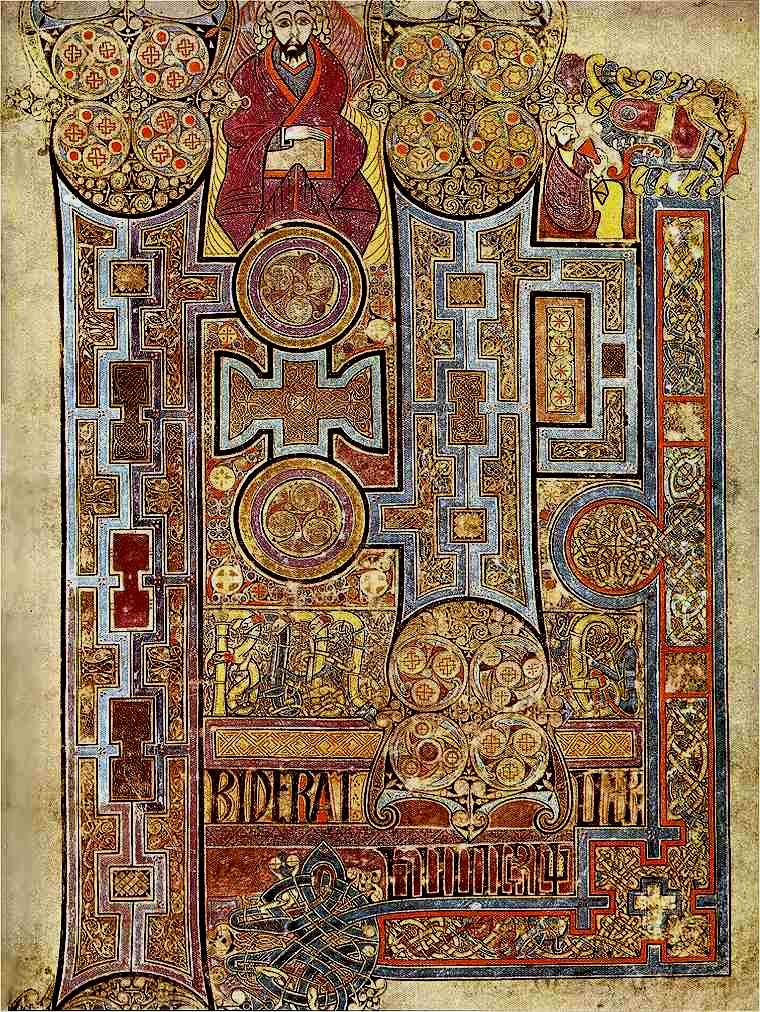
Das Book of Kells

Die mittleren Jahrhunderte des ersten Jahrtausends der heutigen Zeit brachten große Veränderungen in Irland. Auf politischer Ebene wurden die bisherigen Stammeszugehörigkeiten bis in die 700er Jahre durch patrilineare Herrscherdynastien (Sohn folgt dem Vater) ersetzt. Irische Piraten überfielen die westliche Küste der britischen Inseln in ähnlicher Art, wie es die Wikinger in späteren Jahren auf der irischen Insel tun sollten. Einige dieser Freibeuter gründeten Königreiche in Schottland, Wales und Cornwall.
Eventuell waren einige von diesen als reiche Männer heimgekehrt und brachten erstmals den christlichen Glauben nach Irland – es gibt Quellen, die behaupten, dass bereits lange vor der Zeit von St. Patrick Missionare in Irland aktiv waren.
Bekannt ist, dass im Jahr 432 St. Patrick auf der irischen Insel landete und in den folgenden Jahren die dort lebenden Iren zum Christentum zu bekehren suchte. Andererseits schickte der Papst bereits im Jahr 431 den Bischof Palladius als ersten Bischof nach Irland, was darauf hindeutet, dass dort bereits Christen gelebt haben müssen. Während Palladius lediglich in den Königreichen von Meath und Leinster tätig wurde, christianisierte St. Patrick wohl eher in Ulster und Connacht.
St. Patrick wird hoch angerechnet, dass er die Stammes- und Sozialmuster der Iren erhalten hat, deren Gesetze festschrieb und nur die abänderte, die mit dem Christentum nicht vereinbar waren. Weiterhin führte St. Patrick wahrscheinlich das römische Alphabet in Irland ein, das es den irischen Mönchen erlaubte, Teile der vielfältigen irisch-keltischen Erzählungen aufzuschreiben. Am überaus wichtigen Einfluss von St. Patrick in Ulster kann man nicht zweifeln, es gilt aber als relativ sicher, dass es vor seiner Zeit Christen in Irland gab – und auch Heiden noch lange nach seiner Zeit.
Die Tradition der Druiden endete mit der lokalen Verbreitung des neuen Glaubens, eventuell im Kontext mit der Hungersnot sowie den Plagen im Anschluss an den Klimawandel von 535 bis 536 n. Chr. Irische Gelehrte in den neu entstandenen Klosteranlagen wurden sukzessiv zu Vorreitern lateinischer Studien und christlicher Theologie. Missionare aus Irland reisten nach England und Kontinentaleuropa, und Gelehrte aus diesen Gegenden reisten mit Ende der keltischen Kirche (ab 1111 n. Chr.) in irische Klöster.
In Irland bestand bis zum 12. Jahrhundert eine eigenständige keltische Kirche. Geistiger Mittelpunkt des Landes war zwar Armagh in Ulster, aber die zahlreichen Klöster waren autonom. Die hohe Kunst in diesen isolierten Klöstern trug dazu bei, dass Latein durch das Mittelalter erhalten blieb. Die Kunst von Handschrift, Bebilderung, Metallarbeit und Bildhauerei brachten u. a. Kunstwerke wie das Book of Kells hervor – eines der bedeutendsten Kunstwerke aus jener Zeit, das heute noch erhalten ist.